# Tillobroma leucotrica
Tillobroma leucotrica là một loài ruồi trong họ Asilidae. Tillobroma leucotrica được Artigas & Lewis & Parra miêu tả năm 2005. Loài này phân bố ở vùng Tân nhiệt đới.